# Saison 21 de New York, police judiciaire
 (mai 2022).
Si vous disposez d'ouvrages ou d'articles de référence ou si vous connaissez des sites web de qualité traitant du thème abordé ici, merci de compléter l'article en donnant les références utiles à sa vérifiabilité et en les liant à la section « Notes et références ».
Chronologie
Saison 20 Saison 22
Cet article présente la vingt-et-unième saison de la série télévisée New York, Police Judiciaire, diffusée onze ans après sa dernière saison.

## Distribution

### Acteurs principaux
- Anthony Anderson : détective Kevin Bernard
- Jeffrey Donovan : détective Frank Cosgrove
- Camryn Manheim : lieutenant Kate Dixon
- Hugh Dancy : premier substitut du procureur Nolan Price
- Odelya Halevi : substitut du procureur Samantha Maroun
- Sam Waterston : procureur Jack McCoy

### Invités
- Carey Lowell : Jamie Ross, assistant du procureur du district
- Dylan Baker : Sanford Rems
- Mariska Hargitay : Olivia Benson, capitaine de la SVU
- Terry Serpico : Tommy McGrath
- Michael Beach : Brian Harris

## Production
Aux États-Unis, la série est diffusée du 24 février 2022 au 19 mai 2022, sur le réseau NBC et en simultané au Canada sur Citytv.
Le 29 septembre 2021, on apprend que la série est de retour onze ans après son annulation, pour une diffusion en 2022. La diffusion du premier épisode de la vingt-et-unième saison, intervient douze ans après le dernier épisode.
En France, elle diffusée pour la première fois à partir du 7 avril 2023 sur 13ème Rue. Elle diffusée en clair à partir du 22 octobre 2023 sur TMC.

## Liste des épisodes

### Épisode 1:Légitime vengeance
- États-Unis : 24 février 2022 sur NBC
- France : 
  - 7 avril 2023 sur 13ème Rue
  - 22 octobre 2023 sur TMC

- États-Unis : 5,80 millions de téléspectateurs (première diffusion)

- Lisa Arrindell Anderson : Veronica King
- Frank Anello : un avocat
- Alyson Cambridge : Diane Holiday
- Alicia Coppola : avocate Keller
- Jeannine Kaspar : Nicole Bell
- Norm Lewis : Henry King
- Mark Lotito : Alan Conner
- Josh Morgan : Martin Rixford
- Regina Ohashi : la contremaîtresse
- Celeste Oliva : juge Katherine Walton
- Marcel Simoneau : Ryan Bell

### Épisode 2:Ascension impitoyable
- États-Unis : 3 mars 2022 sur NBC
- France : 
  - 7 avril 2023 sur 13ème Rue
  - 29 octobre 2023 sur TMC

- États-Unis : 4,46 millions de téléspectateurs (première diffusion)

- Jared Canfield : Derek Seaver
- Lawrence Oliver Cherry : le juge des accusations
- Dan Cordle : l'avocat
- Dana Costello : Catherine Fox
- Zabryna Guevara : avocate Amanda Stanley
- Dante Jeanfelix : le jeune homme
- Sophia Kayafas : la jeune femme
- Brian Keane : Brian Morrison
- Rachelle Lefevre : Nina Ellis
- Kelly Lester : juge Katherine Miller
- Thiago Macklin : l'infirmier
- Anne Otto : Sasha Morgan
- Brendan Reardon : Kyle Morrison
- George R. Sheffey : Jack Morley
- Will Strong : détective One
- Marchelle Thurman : détective Sara
- Rachel Towne : Marcy
- Jonathon von Mering : le porte-parole du jury

### Épisode 3:Influences mortelles
- États-Unis : 10 mars 2022 sur NBC
- France : 
  - 14 avril 2023 sur 13ème Rue
  - 22 octobre 2023 sur TMC

- États-Unis : 4,11 millions de téléspectateurs (première diffusion)
- France : 0,47 million de téléspectateurs (première diffusion)

- Marsha Stephanie Blake : Erica Knight
- Kenneth Browning : Joseph Denzig
- Mary Callahan : Amanda Larson
- Joseph Cannon : Toby Bass
- Tia DeShazor : Uni One
- Paul Emile : Sean Porter
- Maeve Forti : porte-parole du jury
- Milena Govich : juge Leanna Dreben
- Chris Hietikko : Josh Larson
- Molly Lloyd : Valerie Larson
- Rikki Klieman : juge Deakin
- Christian Mallen : Daniel Garrett
- Isabelle McCalla : Megan Stanton
- Howard Pinhasik : un homme
- Sarah Jo Provost : Lisa Element
- Flora Wildes : Haley Campbell
- Emily Zacharias : une femme

### Épisode 4:Jeu, set et match
- États-Unis : 17 mars 2022 sur NBC
- France : 
  - 21 avril 2023 sur 13ème Rue
  - 5 novembre 2023 sur TMC

- États-Unis : 4,62 millions de téléspectateurs (première diffusion)

- Abdul Alvi : MLI
- Ken Wulf Clark : Greg Wallace
- Beth Hylton : une femme
- Kevin Mambo : Tom McDaniel
- Julie Porter : officier de justice
- Wayne Pyle : Dr Stewart Moore
- Jamila Sebares-Klemm : le manager de l'hôtel
- Christen Sharice : Lucy McDaniel
- Eloise Vaynshtok : la fille
- Stephanie Weeks : Dr Norah Gustofson

### Épisode 5:La Théorie du complot
- États-Unis : 7 avril 2022 sur NBC
- France : 
  - 28 avril 2023 sur 13ème Rue
  - 19 novembre 2023 sur TMC

- États-Unis : 3,91 millions de téléspectateurs (première diffusion)
- France : 0,43 million de téléspectateurs (première diffusion)

### Épisode 6:Pouvoir pervers
- États-Unis /  Canada : 14 avril 2022 sur NBC / Citytv
- France : 
  - 5 mai 2023 sur 13ème Rue
  - 5 novembre 2023 sur TMC

- États-Unis : 4,02 millions de téléspectateurs (première diffusion)
- France : 0,53 million de téléspectateurs (première diffusion)

### Épisode 7:Le Plus coupable
- États-Unis /  Canada : 28 avril 2022 sur NBC / Citytv
- France : 12 mai 2023 sur 13ème Rue

- États-Unis : 4,15 millions de téléspectateurs (première diffusion)

### Épisode 8:Le Syndrome de La Havane
- États-Unis /  Canada : 5 mai 2022 sur NBC / Citytv
- France : 
  - 19 mai 2023 sur 13ème Rue
  - 12 novembre 2023 sur TMC

- États-Unis : 4,23 millions de téléspectateurs (première diffusion)

### Épisode 9:L'Arnaqueuse
- États-Unis /  Canada : 12 mai 2022 sur NBC / Citytv
- France : 
  - 26 mai 2023 sur 13ème Rue
  - 12 novembre 2023 sur TMC

- États-Unis : 3,83 millions de téléspectateurs (première diffusion)
- France : 0,37 million de téléspectateurs (première diffusion)

### Épisode 10:Un verdict amer
- États-Unis /  Canada : 19 mai 2022 sur NBC / Citytv
- France : 
  - 2 juin 2023 sur 13ème Rue
  - 29 octobre 2023 sur TMC

- États-Unis : 3,94 millions de téléspectateurs (première diffusion)
- France : 0,44 million de téléspectateurs (première diffusion)

- Le capitaine Benson, apparait dans cet épisode ce qui marque un mini crossover avec New York, Unité spéciale.
- C'est la dernière apparition d'Anthony Anderson, qui joue le rôle de l'inspecteur Kevin Bernard.